# Condado de Forest (Pensilvânia)
O Condado de Forest é um dos 67 condados do Estado americano da Pensilvânia. A sede do condado é Tionesta, e sua maior cidade é Tionesta. O condado possui uma área de 1 117 km²(dos quais 8 km² estão cobertos por água), uma população de 4 946 habitantes, e uma densidade populacional de 4 hab/km² (segundo o censo nacional de 2000). O condado foi fundado em 11 de abril de 1848.